# Saint-Georges-sur-Allier
Saint-Georges-sur-Allier ist eine französische Gemeinde mit 1.352 Einwohnern (Stand: 1. Januar 2022) im Département Puy-de-Dôme in der Region Auvergne-Rhône-Alpes. Sie gehört zum Arrondissement  Clermont-Ferrand und zum Kanton Vic-le-Comte.

## Geographie
Saint-Georges-sur-Allier liegt etwa 14 Kilometer ostsüdöstlich von Clermont-Ferrand. Umgeben wird Saint-Georges-sur-Allier von den Nachbargemeinden Pérignat-sur-Allier im Norden und Nordwesten, Saint-Bonnet-lès-Allier im Norden, Chauriat im Nordosten, Saint-Julien-de-Coppel im Osten, Busséol im Süden, Mirefleurs im Südwesten sowie La Roche-Noire im Westen.

## Bevölkerungsentwicklung
| Jahr                       | 1962 | 1968 | 1975 | 1982 | 1990 | 1999 | 2006 | 2013 |
| Einwohner                  | 424  | 471  | 592  | 879  | 949  | 997  | 1110 | 1212 |
| Quellen: Cassini und INSEE |      |      |      |      |      |      |      |      |